# Vladimir Fedorov (football)
Pour les articles homonymes, voir Vladimir Fiodorov et Fiodorov.
Vladimir Ivanovitch Fiodorov (en russe : Владимир Иванович Фёдоров) est un footballeur international soviétique né le 5 janvier 1955 à Ourtasaraï, dans l'oblast de Tachkent en RSS d'Ouzbékistan.
Évoluant au poste d'attaquant ou de milieu de terrain, il passe toute sa carrière au Pakhtakor Tachkent et prend notamment part aux Jeux olympiques d'été de 1976 avec la délégation soviétique. Il meurt subitement le 11 août 1979 à l'âge de 24 ans au-dessus de Dniprodzerjynsk lors d'une collision aérienne qui tue l'intégralité de l'équipe du Pakhtakor.

## Biographie
Né dans le village d'Ourtasarai dans l'oblast de Tachkent, Vladimir Fiodorov découvre le football dans la campagne ouzbèke avant de poursuivre sa formation dans un internat de Tachkent, évoluant dans des petits clubs locaux. Il se fait remarquer lors d'un tournoi international pour jeunes à Achgabat en 1972 et la même année l'équipe première du Pakhtakor Tachkent, avec qui il fait ses débuts en deuxième division dans la foulée à l'âge de 17 ans. Il inscrit sept buts en trente matchs pour sa première saison et participe activement à la promotion du club en première division en fin d'année.
Se maintenant par la suite comme un titulaire régulier au sein de l'équipe, il connaît un exercice 1974 remarqué en inscrivant neuf buts en championnat et contribuant à la huitième place du Pakhtakor à la fin de la saison, tandis qu'il est nommé deuxième meilleur attaquant central du championnat soviétique cette année-là. Cette performance lui vaut d'être appelé dans la foulée au sein de la sélection soviétique, connaissant sa première sélection sous Konstantin Beskov contre l'Irlande le 30 octobre 1974 dans le cadre des éliminatoires de l'Euro 1976. Il prend par la suite part à deux autres rencontres de qualification mais n'est pas retenu pour les derniers matchs à l'issue desquels l'Union soviétique échoue à se qualifier pour la phase finale. Il continue ensuite à être sélectionné avec la sélection A, disputant en tout 18 rencontres entre 1974 et 1978,.
Alors qu'il évolue au deuxième échelon lors de la saison 1976 après la relégation du Pakhtakor, Fiodorov est tout de même retenu au sein de sélection olympique qui dispute les Jeux olympiques d'été de 1976 à Montréal, décrochant la médaille de bronze avec le reste de la délégation soviétique,. Il connaît en parallèle sa saison la plus prolifique en marquant 16 buts en championnat de deuxième division, ce qui lui vaut d'être inclut à nouveau au sein de la liste des meilleurs joueurs d'Union soviétique en étant nommé troisième meilleur attaquant central du pays, chose rare pour un joueur ne disputant pas la première division.
Participant par la suite à la remontée du Pakhtakor dans l'élite à l'issue de la saison 1977, il meurt brutalement à l'âge de 24 ans le 11 août 1979 au-dessus de Dniprodzerjynsk lors d'une collision aérienne qui tue également l'intégralité de ses coéquipiers.

## Statistiques
| Saison                | Club                  | Championnat           | Championnat | Championnat | Coupe(s) nationale(s) | Coupe(s) nationale(s) | Total | Total |
| Saison                | Club                  | Division              | M.          | B.          | M.                    | B.                    | M.    | B.    |
| 1972                  | Pakhtakor Tachkent    | D2                    | 30          | 7           | 1                     | 0                     | 31    | 7     |
| 1973                  | Pakhtakor Tachkent    | D1                    | 26          | 2           | 1                     | 0                     | 27    | 2     |
| 1974                  | Pakhtakor Tachkent    | D1                    | 28          | 9           | 2                     | 0                     | 30    | 9     |
| 1975                  | Pakhtakor Tachkent    | D1                    | 21          | 5           | 3                     | 1                     | 24    | 6     |
| 1976                  | Pakhtakor Tachkent    | D2                    | 27          | 16          | -                     | -                     | 27    | 16    |
| 1977                  | Pakhtakor Tachkent    | D2                    | 23          | 9           | 3                     | 0                     | 26    | 9     |
| 1978                  | Pakhtakor Tachkent    | D1                    | 15          | 7           | 4                     | 1                     | 19    | 8     |
| 1979                  | Pakhtakor Tachkent    | D1                    | 18          | 3           | 5                     | 1                     | 23    | 4     |
| Total sur la carrière | Total sur la carrière | Total sur la carrière | 188         | 58          | 19                    | 3                     | 207   | 61    |

## Palmarès
Union soviétique
- Médaillé de bronze aux Jeux olympiques d'été de 1976.

 Pakhtakor Tachkent
- Champion d'URSS de deuxième division en 1972.